# Лем-Корц
Лем-Корц (рос. Лем-Корц) — село у Ножай-Юртовському районі Чечні Російської Федерації.
Населення становить 188 осіб. Входить до складу муніципального утворення Беной-Веденське сільське поселення.

## Історія
Згідно із законом від 20 лютого 2009 року органом місцевого самоврядування є Беной-Веденське сільське поселення.

## Населення
| 1990 | 2002 | 2010 |
| ---- | ---- | ---- |
| 209  | ↘0   | ↗188 |